# Province de Tambopata
La province de Tambopata (en espagnol : Provincia de Tambopata) est l'une des trois provinces de la région de Madre de Dios, au Pérou. Son chef-lieu est la ville de Puerto Maldonado.

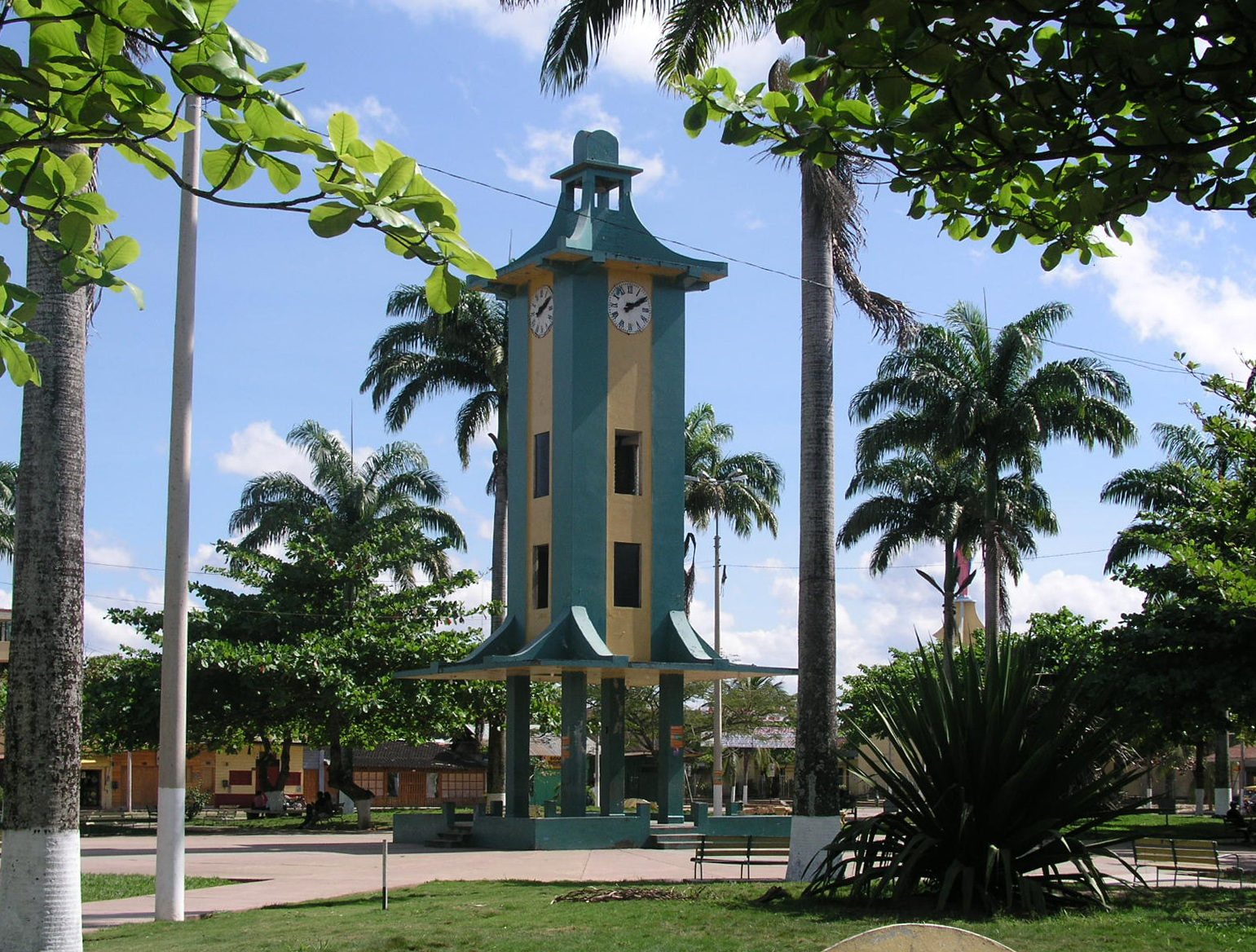
Puerto Maldonado, Plaza de Armas, Pérou. Monument central d'inspiration asiatique

## Géographie
La province couvre une superficie de 36 268,49 km2. Elle est limitée au nord par la province de Tahuamanu, à l'est par la Bolivie, au sud avec la région de Puno et la province de Manu, à l'ouest par la région d'Ucayali.

## Population
La population de la province s'élevait à 67 298 habitants en 2005.

## Subdivisions
La province est divisée en quatre districts :
- Inambari
- Laberinto
- Las Piedras
- Tambopata